# Valderhaugfjorden
Valderhaugfjorden er en fjord i Ålesund og Giske kommuner i Møre og Romsdal fylke i Norge. Kommunegrænsen følger fjorden. Fjorden ligger mellem øerne Godøya i vest, Havsteinen og Valderøya i nord, og Heissa, Aspøy og den vestlige del af Nørvøya i syd og grænser til selve byen Ålesund. Fjorden er omkring seks kilometer lang og to kilometer bred.
Fjorden er opkaldt efter gården Valderhaug på Valderøya. Den største dybde i fjorden er 104 meter.
I sydvest går Breidsundet mod vest på sydsiden af Godøya, Heissafjorden går østover på sydsiden af Heissa, mens Sulafjorden går mod syd. Mellem øen Giske og Godøya ligger Giskesundet, som krydses af Godøytunnelen. Mellem Giske og Valderøya ligger Staurnessundet som krydses af riksvei 658 via to broer. Mellem Valderøya og Ellingsøya krydser Valderøytunnelen fjorden, mens Ellingsøytunnelen går fra Nørvøya til Ellingsøya. 
Valderhaugfjorden fortsætter østover som Ellingsøyfjorden på sydsiden af Ellingsøya, mens Grytafjorden går østover på nordsiden.